# Isopedella frenchi
Isopedella frenchi là một loài nhện trong họ Sparassidae.
Loài này thuộc chi Isopedella. Isopedella frenchi được Henry Roughton Hogg miêu tả năm 1903.